# Un amour à Paris
Un amour à Paris és una pel·lícula francesa romàntica escrita i dirigida per Merzak Allouache, estrenada el 1987.

## Sinopsi
Marie és una jove francesa d'origen algerià que treballa com a caixera a un supermercat i que somia amb ser supermodel. S'allotja a casa de Benôit, un nostàlgic del maig del 68. S'enamora d'Ali, nascut a Clichy de pares algerians, exconvicte alliberat de la presó de Fleury-Mérogis i que vol marxar a Houston per fer-se astronauta.

## Repartiment
- Catherine Wilkening : Marie
- Karim Allaoui : Ali
- Juliet Berto: Mona
- Isabelle Weingarten : une flic
- Michel Such : un flic
- Muriel Combeau : Lisette
- Xavier Maly : Albert
- Étienne Draber : le chef de service
- Daniel Cohn-Bendit : Benoît
- Marie Jaoul de Poncheville : la bookeuse

## Distincions
- 1987 : Prix Perspectives du cinéma français al 40è Festival Internacional de Cinema de Canes[3]